# Srbobran (novine)
Srbobran su bile hrvatske novine koje su izlazile u Zagrebu početkom 20. stoljeća, od 1884. do 1914. Novine su bile glasilo Srba iz Kraljevine Hrvatske i Slavonije, točnije, Srpska samostalna stranka i njezine pristalice su objavljivale Srbobran. 1902. god., nakon skandaloznog objave vrlo agresivnog antihrvatskog članka "Srbi i Hrvati" ("Do istrage vaše ili naše") i protusrpskih nereda u Zagrebu koji su uslijedili povodom objave tog šovinističkog teksta autora Nikole Stojanovića, list je privremeno prestao izlaziti i privremeno je izlazio kao "Novi Srbobran" (1902.-1907.), da bi od 1907.-1914. izlazio pod starim imenom "Srbobran". List je širio srpski nacionalizam s idejom da treba ostvariti državni okvir u kojem će svi Srbi živjeti u jednoj državi, te u kojemu valja posve onemogućiti bilo kakvu hrvatsku državnost; uporno se širilo ideju srpske ugroženosti.
Časopis je bio namijenjen seljacima, te ga je primalo 40.000 srpskih domaćinstava. Časopis je desetljećima - kao glasilo najutjecajnije srpske stranke u Hrvatskoj - sustavno širio velikosrpsku ideologiju, te se zalagao za afirmiranje regionalnih pripadnosti ("Slavonac", "Dalmatinac") u svrhu slabljenja identifikacije s Hrvatskom i Hrvatstvom i stvaranje uvjeta za ugradnju tih regionalizama u srpsku naciju koja bi obuhvaćala i "Srbe-katolike", kao što primjerice mađarska nacija obuhvaća mađare-kalviniste. Neskrivena je bila težnja koju su širili uređivači "Srbobrana", da se pripreme uvjeti kako bi se u pogodnim uvjetima većinu Hrvatske pripojilo Srbiji.
"Srbobran" je izražavao vrlo negativni stav prema Židovima, te je bio poznat po svojem antisemitskom stajalištu. Primjerice izvještavajući o slavnom Dreyfusovom procesu u Parizu "Srbobran" 1898. godine piše da je za špijunažu (lažno) optuženi francuski časnik Alfred Dreyfus "Čivutin koji ne da mira javnom mnijenju u Francuskoj", osuđujući novinare Židove koji su se u javnosti zauzeli za njega; Židove se "uzgred" prikazuje kao izrabljivače, poticatelje sukoba i osobe sklone izdaji domovine.

## Povijest
Prvi broj je izašao 15. siječnja 1901. godine. Predsjednik srpskog društva Zora iz Beča, Nikola Stojanović je na skupu srpskog akademskog društva u Beču 27. srpnja 1902. pročitao svoj rad Srbi i Hrvati. Prvi se za diskusiju javio Hrvat iz Osijeka Nikola V. Karlić i on je u potpunosti podržao predavača. Kada se taj rad objavio u vidu podlistku u Srbobranu, izazvao je oštre reakcije: protusrpske demonstracije početkom rujna u Zagrebu i još nekim gradovima, spaljivanje Srbobrana na ulici, a novine su zabranjene. Do 1. rujna 1902. objavljeno je 175 brojeva Srbobrana. Od 30. prosinca 1902. novine izlaze pod novim imenom Novi Srbobran. Do 29. prosinca 1906. izašlo je 275 brojeva, a od siječnja 1907. do 21. kolovoza 1914. objavljeno je 176 brojeva novina, pod starim imenom Srbobran. Za novine su pisali Svetozar Pribićević, Milan Pribićević, Adam Pribićević, Budislav Budisavljević i mnogi drugi.
"Srbobran" je uporno i spretno promovirao interese Srpske Samostalne Stranke u pridobivanju birača, boreći se za ideju okupljanja većine južnoslavenskih područja u sastavu Austrije u buduću asocijaciju sa Srbijom. U tome se sukobljavala s hrvatskim nacionalizmom svojega vremena, i samom idejom da Hrvatska smije postojati.

## Teme o kojima je pisao Srbobran

### Židovi
Kao sastavni dio napada na hrvatstvo napisi u "Srbobranu" napadaju i židovstvo - uglavnom stoga što su Židovi uživali ugledan status u tadašnjoj Hrvatskoj i uredno surađivali u izgradnji hrvatskih institucija. Tako u članku iz 1902. god. "Srbobran" piše: „'Klerikalizam' i 'čivutizam', to su dva pola između kojih se besvjesno njiha veliko-hrvatska misao i nema tog junaka, koji bi se drznuo makar samo pokušati da osnuje stranku izvan domašaja ova dva magnetska pola. Nema te ideje u Hrvatskoj u koju nije pljuno klerikalizam i čivutizam.“
Zbog židovske snalažljivosti da su ekonomski uspješni, Srboran je Židove i grdio i hvalio. Grdio je kada su načini za brz uspon bili mimo moralnih zakona, a hvalio je što su vrijedni i snalažljivi. Josip Frank je bio česta meta Srbobrana zbog svog protusrpskog djelovanja, pa su mu novine često spočitavale njegovo židovsko podrijetlo, da i nije Hrvat i da se bori za interese Beča, a ne Hrvata. Zbog toga je Frank pozvao Židove da se ne oglašavaju u Srbobranu, jer ih stalno napada. Srbobran mu je odgovorio da se Jozua (kako su ga jedino i nazivali) vara ako misli da će oni pisanje određivati prema oglasima i da ne napadaju Židove zato što su Židovi, a najmanje se kome rugaju. Napadaju svakoga, tko protiv volje ogromne većine naroda pomaže tuđinsku politiku. Ne napadaju rasu ni religiju, ali napadaju političke, ekonomske i kulturne tendencije Židova koje su im protivne. Novine su podsjetile Židove da je upravo Frank taj koji dočekuje i slavi najzagriženije antisemite pod kapom nebeskom, bečke hrišćanske socijale! Za Franka pritom kažu da njihov izrod i odmetnik pokršteni Židov ide u Beč klanjati se najljućem protivniku Židova Lugeru.

### Srbi i obrazovni sustav
Srbi u Kraljevini Hrvatskoj i Slavoniji, kojih je početkom 20. stoljeća bilo nešto preko 25%, su više naseljavali sela, a manje gradove. Sami nisu imali dovoljno svijesti o potrebi obrazovanja (roditelji seljaci su više voljeli dijete zadržati na selu da im pomaže, nego da ide u školu), a i državna politika ih je zapostavljala, nerijetko im oduzimajući prava koja su do tada imali. Tako je Armin Pavić, predstojnik odjela za bogoštovlje i nastavu izbacio iz srednjoškolskih svjedodžbi Daničićevo nazivanje jezika: srpski ili hrvatski jezik. Od tada, 1901., se pisalo samo hrvatski jezik. Tomislav Maretić je napisao Gramatiku hrvatskog ili srpskog jezika i podnio molbu da mu se gramatika primi kao knjiga za srednje škole. Odgovorio mu je predstojnik g. Pavić, da će mu se knjiga samo tako primiti za srednje škole, ako iz naslova izostavi ono ili srpskog jezika. Pošto je Maretić na to pristao, Srbobran ga je zbog toga osuđivao. Pojedini Srbi su stekli visoko obrazovanje i Srbobran je s ponosom pisao o takvim događajima. Tako je prva žena koja je doktorirala na Kraljevskom sveučilištu Franje Josipa I u Zagrebu, 1907. godine., bila Srpkinja Milica pl. Bogdanović, kćerka Siniše Bogdanovića. Tema doktorata je bila Car Julijan Apostata prema hrišćanstvu. Ban Pavao Rauch u suradnji s frankovcima je dosta uradio na oduzimanju Srbima dotadašnjih prava. Tako je frankovački list Hrvat iz Gospića 1909. godine javljao s velikim zadovoljstvom, da je u gospićku gimnaziju stigao dopis Rauchove vlade, prema kome se u gimnaziji ukida ćirilica, a natpis na zadaćama ima od tada glasiti hrvatske zadaće, a ne kako se do tada pisalo hrvatske ili srpske zadaće. Iste, 1909. godine, postojala je i zagrebačka srpska osnovna škola i vladika Mihailo Grujić je na skupštini gornjokarlovačkog vladičanstva govorio o naredbama vlade o uporabi ćirilice i o zabrani proslave Svetog Save u školama, dok o tome ne odluče općinska vijeća i to na potvrde kotarske vlasti. Vladika je zaključio: Obe ove naredbe vrijeđaju našu srpsku pravoslavnu crkvu, religiozno čuvstvo. Jednom od tajnih odredbi ukinute su ćirilicom pisane knjige u osnovnim školama, a Srbobran je za to doznao preko jedne narudžbe. Na tu narudžbu odgovorila je uprava kr. hrv. slav. zemaljske naklade školskih knjiga: Pučko-školske knjige Bukvar i Srpska računica za I godište stavljeni su izvan porabe zato ih nema u ovogodišnjem popisu i narudžbenici. Srbobran je to komentirao: Tom je odredbom počinjen ne samo novi atentat na srpski narod, nego se njome očito krši i gazi školski zakon... Vlast je učenje ćirilice s prvog premjestila na treći razred, a u novim čitankama za treći razred svuda je izraz pravoslavni bio zamijenjen s grčko-istočni, izbjegnuto je spominjanje srpskog imena, pa čak i osobnih imena u tekstovima, ako podsjećaju na srpsku tradiciju. Rauchova Ustavnost objavila je tekst o srpskim institucijama u Hrvatskoj sa zaključkom da sve spomenute institucije treba odstraniti, iako je četvrtina stanovništva tada imala srpsku nacionalnu svijest.

### Sukobi samostalaca i radikala
Glavni politički konkurenti među Srbima toga vremena u Kraljevini Hrvatskoj i Slavoniji su bili samostalci Svetozara Pribićevića i radikali Jaše Tomića, koji su veću podršku imali u Srijemu. Samostalci su bili za suradnju s Hrvatima, a radikali s Mađarima. Njihovi sukobi su vidljivi iz mnogih članaka zagrebačkog Srbobrana i novosadske Zastave (glasilo radikala). Jaša Tomić je bio česta meta Srbobrana. Tako je u članku Bestidnosti! - ime ti je Tomić, on nazvan političkom prostitutkom.

### Vlast i frankovci diskriminiraju Srbe
Veleizdajnički proces, frankovci i drugi događaji gdje se Srbi osjećaju diskriminiranim su teme brojnih članaka. Politika dodjele državnih potpora selima stradalim od nevremena 1909. godine je bila takva da je Zemaljska vlada odobrila 15.000 k za nabavu sjemena Klisi, Prekopakri i Španovici. Dopisnik podsjeća da su jednako od leda stradala i srpska sela Dragović, Kusonje, Grahovljani (Donji Grahovljani, Srednji Grahovljani, Gornji Grahovljani) i Mala Derеza. Španovicu naziva Rauhovim frankovačkim mezimčetom. Kotarske oblasti po nalogu bana Raucha poslale su u općinska poglavarstva naredbe, kojima zabranjuju pucanja iz pušaka, držanje i nošenje oružja kao i nošenje srpskih zastava u svatovima jer je taj običaj uveden u zadnje doba, te bi moglo izazvati među pučanstvom nemire. Naređeno je da takav barjak, ako se pojavi, redarstvo mora oduzeti. Srbobran je to komenirao kao uvredu koja se ne smije zaboraviti. Srbi iz bosanskog sela Strigova su došli na kostajničku željezničku stanicu po zvona, naručena za njihovu pravoslavu crkvu. Vozili su ih na volovskim kolima, omotana u srpsku trobojku. Linč koji je uslijedio od strane rulje i policije osobno je gledao Tomislav Tomljenović, odvjetnik i kr. javni bilježnik u Kostajnici, koji je izvještaj o tome posalo Srbobranu.